# Борислав Иванов (футболист)
 Тази статия е за футболиста.  За други хора с това име вижте Борислав Иванов (пояснение).  
Борислав Иванов е български футболист, вратар.

## Професионална кариера
Юноша на Чавдар Етрополе. Дебютира за тима едва на 16 години през август 2019 в мач срещу Марек Дупница. През 2018 е привлечен в школата на Септември София. През лятото на 2020 е привлечен в школата на ЦСКА. Играе като вратар. В средата на ноември 2020 през сезон 2020/21 е привлечен в мъжкия състав на тима и записва група в мача срещу Ботев Ихтиман на 14 ноември 2020 в турнира за купата на България. Напуска отбора в края на май 2021.